# Ак-Мечит Джамі
Ак-Мечит Джамі (крим. Aq Meçit Cami) — мечеть у Сімферополі, в мікрорайоні Ак-Мечит в Центральному районі міста.
Режим роботи згідно з графіком намазів.
В наявності є навчальні класи та приміщення для омивання.

## Історія
Мечеть побудована у 2000-ті роки.
18 травня 2014 року біля мечеті відбувся Всекримський траурний мітинг пам'яті жертв депортації, який окупаційна влада заборонила проводити у центрі міста. У той день біля місцевої мечеті під кримськотатарськими прапорами зібралися близько 10 тисяч осіб. При цьому над мітингувальниками упродовж усього заходу баражували вертольоти.